# Plivački klub Partizan
PK Partizan ili Plivački klub Partizan je plivački klub iz Beograda, Srbija. Klub je dio  JSD Partizan. Osnovan je 1945. godine i član je Plivačkog saveza Srbije. Treninzi se održavaju na bazenima športsko rekreacijskih centara  Tašmajdan i Vračar.
Klub sudjeluje na plivačkim natjecanjima u svim kategorijama.

## Članovi kluba
- Osvajač olimpijskog odličja Milorad Čavić[7]
- Dvostruki juniorski prvak Europe Velimir Stjepanović[8]

## Vanjske poveznice
- Službena stranica PK Partizan  Arhivirana inačica izvorne stranice od 8. svibnja 2017. (Wayback Machine) (srp.)